# Le printemps vient des femmes
Pour plus de détails, voir Fiche technique et Distribution.
Le printemps vient des femmes (春は御婦人から, Haru wa gofujin kara) est un film japonais réalisé par Yasujirō Ozu et sorti en 1932. Son scénario est préservé mais le film est considéré perdu.

## Synopsis
Une comédie universitaire dans laquelle les années d'université sont présentées comme un âge d'or précaire et à double tranchant durant lesquelles les problèmes de la vie réelle ne sont que trop rarement affrontés.

## Fiche technique
- Titre original : 春は御婦人から (Haru wa gofujin kara?)
- Titre français : Le printemps vient des femmes
- Réalisation : Yasujirō Ozu
- Scénario : Yasujirō Ozu (crédité sous le nom de James Maki), Tadao Ikeda et Takao Yanai (ja)
- Photographie : Hideo Shigehara
- Société de production : Shōchiku (studio Kamata)
- Pays d'origine :  Empire du Japon
- Format : noir et blanc - 1,33:1 - 35 mm - muet[2]
- Genre : comédie[1]
- Durée : 94 minutes[1] (métrage : sept bobines - 2 021 m[3])
- Dates de sortie :
  - Empire du Japon : 29 janvier 1932[3]

## Distribution
- Jirō Shirota (ja) : Yoshida
- Tatsuo Saitō : Katō
- Yukiko Inoue : Miyoko
- Hiroko Izumi : Masako
- Takeshi Sakamoto : Sakaguchi, propriétaire d'une boutique de vêtements
- Reikō Tani (ja) : Président de la compagnie

## Autour du film
Avec ce film, Yasujirō Ozu découvre dans le système d'éducation et dans le monde de l'enfance, un point de vue original et pertinent à partir duquel il peut observer et juger le monde des adultes.